# Cowley
|  | Per a altres significats, vegeu «Gillian Cowley». |

Cowley és un poble del Comtat de Big Horn a l'estat de Wyoming. Segons el cens del 2000 tenia 560 habitants.

## Demografia
Segons el cens del 2000, Cowley tenia 560 habitants, 200 habitatges, i 160 famílies. La densitat de població era de 308,9 habitants/km².
Dels 200 habitatges en un 41% hi vivien nens de menys de 18 anys, en un 70% hi vivien parelles casades, en un 7,5% dones solteres, i en un 20% no eren unitats familiars. En el 18,5% dels habitatges hi vivien persones soles el 9% de les quals corresponia a persones de 65 anys o més que vivien soles. El nombre mitjà de persones vivint en cada habitatge era de 2,8 i el nombre mitjà de persones que vivien en cada família era de 3,19.
Per edats la població es repartia de la següent manera: un 31,1% tenia menys de 18 anys, un 9,3% entre 18 i 24, un 24,5% entre 25 i 44, un 22,1% de 45 a 60 i un 13% 65 anys o més.
L'edat mediana era de 34 anys. Per cada 100 dones de 18 o més anys hi havia 96,9 homes.
La renda mediana per habitatge era de 38.750$ i la renda mediana per família de 39.722$. Els homes tenien una renda mediana de 31.848$ mentre que les dones 20.000$. La renda per capita de la població era de 14.964$. Entorn del 3,8% de les famílies i el 7,2% de la població estaven per davall del llindar de pobresa.

## Poblacions properes
El següent diagrama mostra les poblacions més properes.